# Philippe Conil
Pour les articles homonymes, voir Conil.
Philippe Conil, né le 13 février 1955 à Paris et mort le 23 novembre 2013 à Bussunarits-Sarrasquette, est un écrivain de roman policier et un scénariste français.

## Biographie
Fils de Jean Emmanuel Conil, plus connu sous le pseudonyme d'Alain Page, Philippe Conil a exercé différents métiers (matelot, agriculteur, archiviste, menuisier, maçon ...) en marge de ses activités d'écrivain et de scénariste.
Entre 1981 et 1985, il a écrit quatre romans policiers, tous paru à la Série noire. Il réalise le scénario de l'épisode 2 de la première saison de Navarro intitulé Un rouleau ne fait pas le printemps qui sortira une année après en livre de poche. Un été glacé sera tourné en téléfilm par Bernard Giraudeau pour la série télévisée Série Noire en 1992. La Queue du lézard servira de support au film La Chica réalisé par Bruno Gantillon en 1995.

## Œuvre

### Romans
- Flip-Frac (1981) Paris, Gallimard, Série noire no 1841, 1981
- Un été glacé (1982) Paris, Gallimard, Série noire no 1893, 1982
- La Queue du lézard(1984) Paris, Gallimard, Série noire no 1972, 1984
- Le Treizième Môme (1985) Paris, Gallimard, Série noire no 2017, 1985
- Un rouleau ne fait pas le printemps (1990) Paris, Presses de la cité, coll. Navarro no 2, 1990

### Nouvelles
- Le Bruit dans le recueil de nouvelles en hommage à Robert Soulat Sous la robe erre le noir, Le Mascaret, 1988

## Adaptations

### Au cinéma
- 1995 : La Chica, film français réalisé par Bruno Gantillon, d'après le roman La Queue du lézard, avec Marine Delterme et Bruno Wolkowitch.

### À la télévision
- 1992 : Un été glacé, téléfilm français réalisé par Bernard Giraudeau pour la série Série noire, d'après le roman éponyme, avec Michel Duchaussoy et Roger Dumas.

## Scénariste
- Périgord noir (1989) (scénario)

## Sources
- Les Auteurs de la Série Noire, 1945-1995, collection Temps noir, Joseph K., 1996, (avec Claude Mesplède), p. 105.